# Zimmerius minimus
El mosquerito de Coopmans (Zimmerius minimus), es una especie —o el grupo de subespecies Zimmerius chrysops minimus, dependiendo de la clasificación adoptada— de ave paseriforme de la familia Tyrannidae perteneciente al género Zimmerius. Es nativa del extremo norte de América del Sur.

## Distribución y hábitat
Las dos subespecies se distribuyen en el noreste de Colombia y en las montañas litoraleñas de Venezuela.
Habita en la dosel y en los bordes de selvas húmedas montanas y claros adyacentes.

## Sistemática

### Descripción original
La especie Z. minimus fue descrita por primera vez por el ornitólogo estadounidense Frank Michler Chapman en 1912, como subespecie, bajo el nombre científico Tyranniscus chrysops minimus; la localidad tipo es «Minca, 2000 pies [c. 610 m], Sierra Nevada of Santa Marta, Colombia».

### Etimología
El nombre genérico masculino «Zimmerius» conmemora al ornitólogo estadounidense John Todd Zimmer (1889-1957); y el nombre de la especie «minimus», en latín significa ‘el menor, mínimo’.

### Taxonomía
Los estudios de Rheindt et al. 2013 encontraron evidencias vocales y genéticas para tratar Zimmerius minimus (incluyendo cumanensis) como especie separada de Zimmerius chrysops. El Comité de Clasificación de Sudamérica (SACC) precisa de proposición. El Congreso Ornitológico Internacional (IOC) la considera separada, mientras la clasificación Clements Checklist/eBird aún la considera la subespecie (grupo politípico) Zimmerius chrysops minimus.

### Subespecies
Según el IOC, se reconocen 2 subespecies, con su correspondiente distribución geográfica:
- Zimmerius minimus minimus (Chapman, 1912) - norte de Colombia (Sierra Nevada de Santa Marta, norte de Magdalena).
- Zimmerius minimus cumanensis (J.T. Zimmer, 1941) - montañas costeras del noreste de Venezuela (Estado Anzoátegui, Sucre, Monagas).